# Himbergen
Himbergen is een gemeente in de Duitse deelstaat Nedersaksen. De gemeente maakt deel uit van de Samtgemeinde Bevensen-Ebstorf in het Landkreis Uelzen. Himbergen telt 1.705 inwoners.

## Indeling van de gemeente
De gemeente Himbergen bestaat uit 10 gemeentedelen (Ortsteile):
- Himbergen (1017 inwoners)
- Almstorf (109)
- Brockhimbergen (76)
- Groß Thondorf (327); 4½ km ten noordwesten van Himbergen
- Klein Thondorf (72)
- Hohenfier (11)
- Kettelstorf (62)
- Kollendorf (39)
- Rohrstorf (54)
- Strohte (65).

In totaal woonden 1832 mensen in de gemeente (peildatum 31 december 2018).

## Geografie
Himbergen grenst in het oosten aan het bos de Göhrde, en aan de gemeente Göhrde, beide in de Landkreis Lüchow-Dannenberg.
De gemeente ligt ietwat afgelegen. Hoofdwegen en spoorwegstations zijn binnen 10 kilometer afstand van Himbergen-dorp niet aanwezig. Openbaar vervoer is schaars: een bus van en naar Uelzen rijdt alleen van maandag t/m vrijdag, slechts 3 x per dag.

## Geschiedenis, economie
Alle dorpen in de gemeente zijn van oorsprong weinig belangrijke boerendorpen, waar zich na ca. 1970 woonforensen vestigden, en waar het toerisme de landbouw als belangrijkste bron van inkomsten verdrong. Himbergen wordt in 1007 voor het eerst in een document vermeld. Historische feiten van meer dan lokale betekenis zijn, voor zover bekend, niet overgeleverd.

## Bezienswaardigheden, toerisme

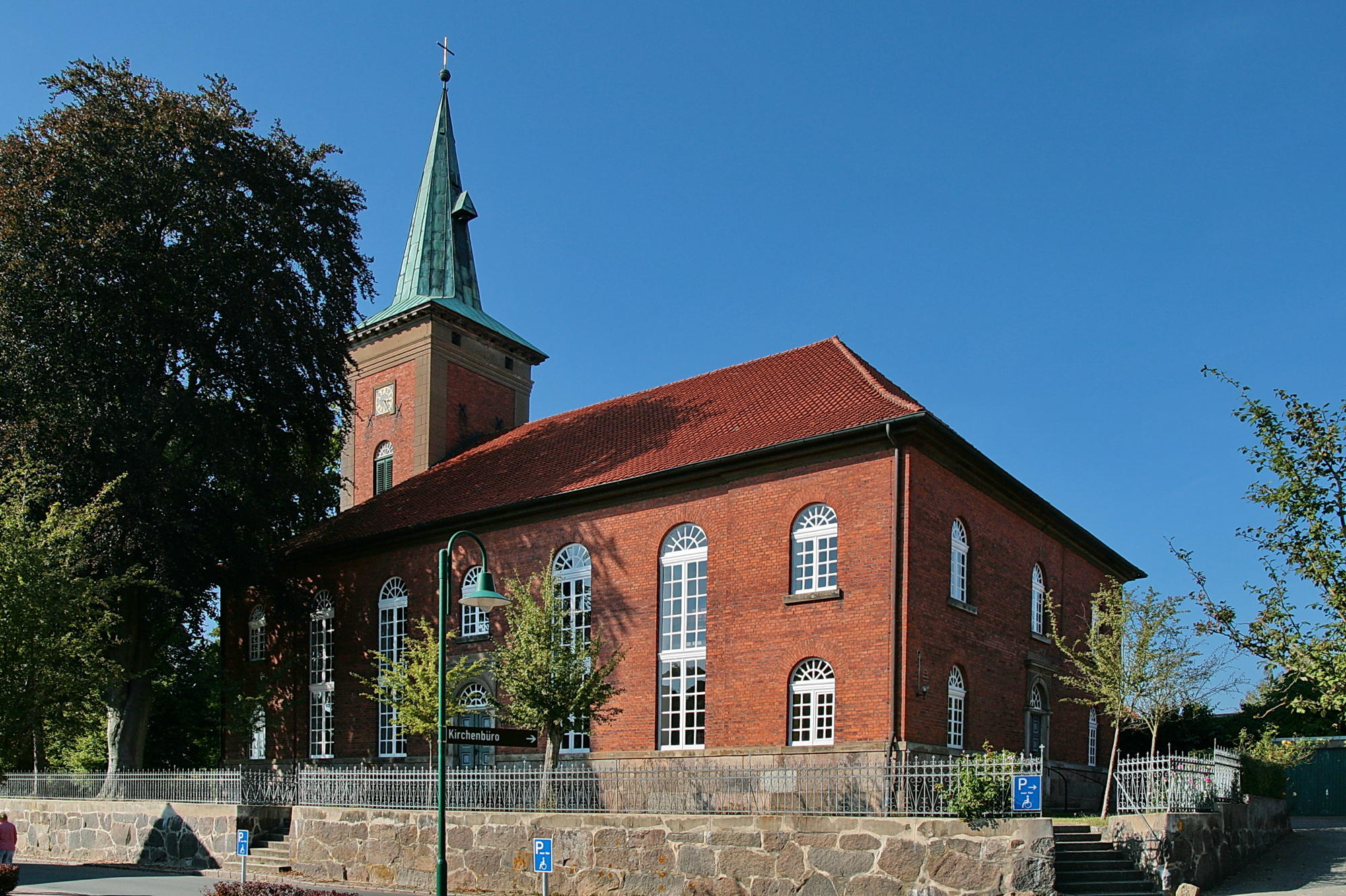
Evang.-lutherse St.-Bartholomeüskerk (1843)
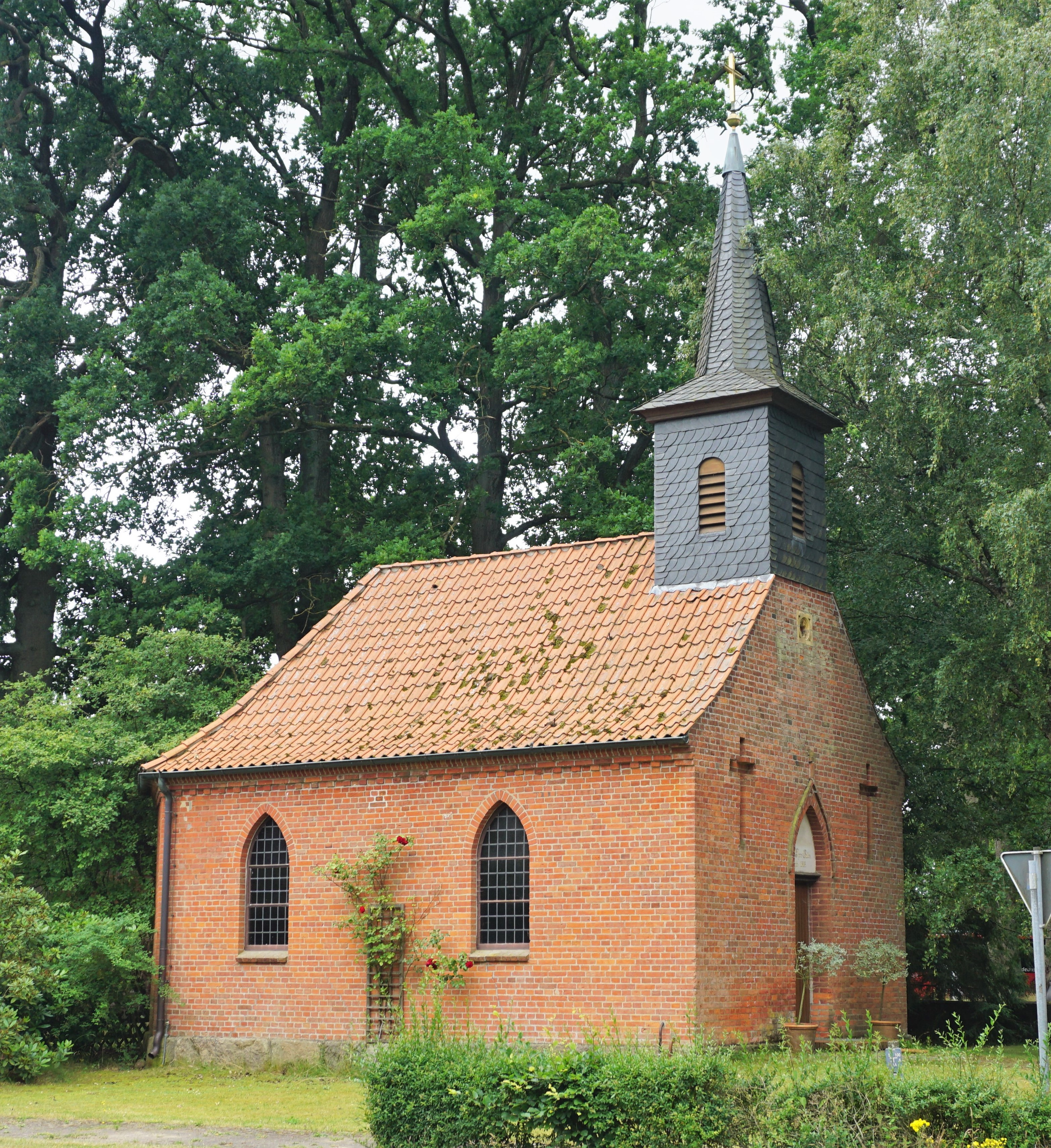
Kapel te Groß Thondorf (1865; met middeleeuws klokje in de toren)

De dorpsmarkt met kermis, jaarlijks begin september, heeft een traditie, die ten minste tot 1666 teruggaat.
In de gemeente zijn enige horecagelegenheden aanwezig. De ligging op de Lüneburger Heide en bij het bos Göhrde maken Himbergen aantrekkelijk voor wandelaars, terwijl er ook fietsroutes door de omgeving lopen..